# Бар-сюр-Сен

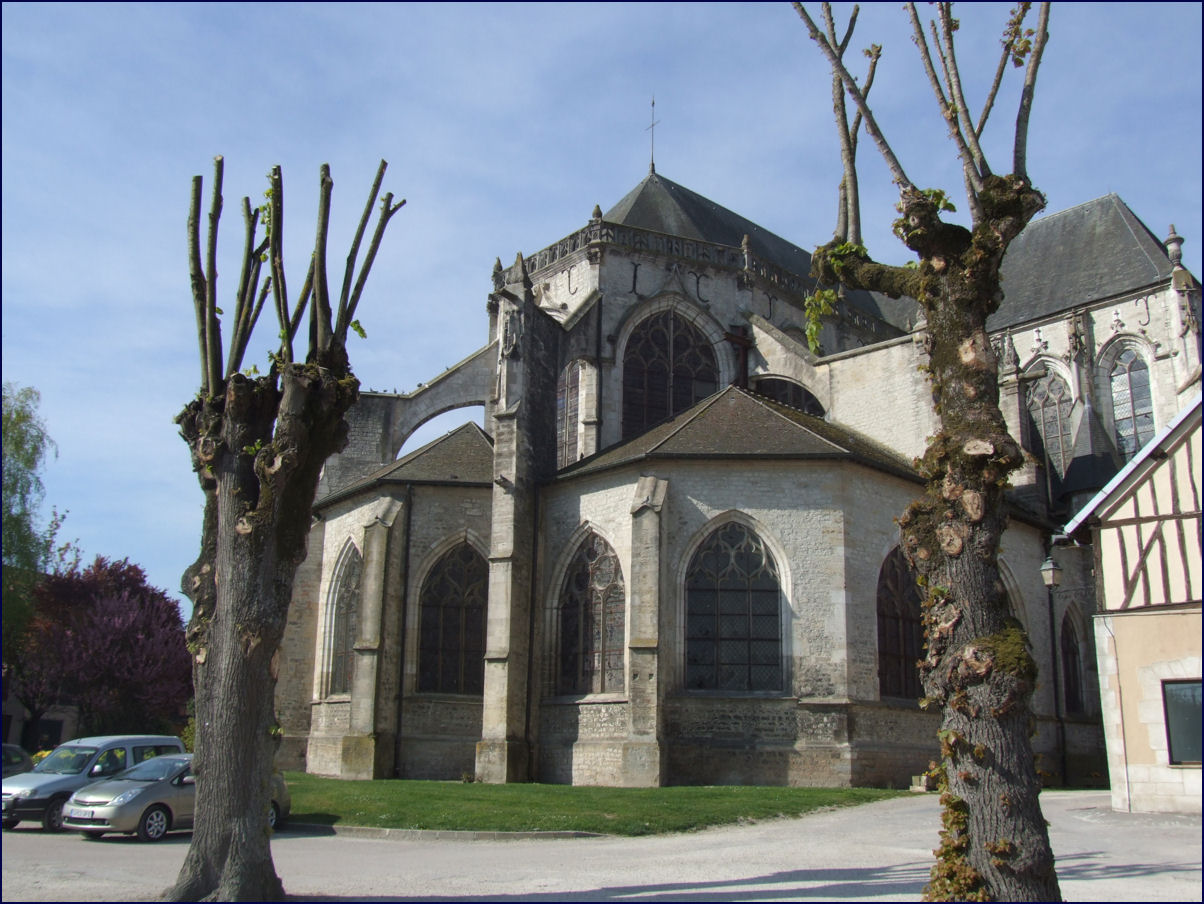
Церковь Святого Этьена (L’église Saint-Étienne de Bar-sur-Seine)

Бар-сюр-Сен (фр. Bar-sur-Seine) — коммуна во Франции, в регионе Шампань-Арденны, в департаменте Об.   Расположена в одноимённом кантоне, является его главной коммуной.
Население  — 2869 человек (2022).

## География
Коммуна расположена в 175 км юго-восточнее Парижа, в 95 км южнее города Шалон-ан-Шампань, в 31 км на юго-восток от Труа.

## Население
| 1968  | 1975  | 1982  | 1990  | 1999  | 2006  |
| ----- | ----- | ----- | ----- | ----- | ----- |
| 2786  | ↗3155 | ↗3572 | ↗3630 | ↘3510 | ↘3430 |
| 2011  | 2013  | 2015  | 2016  | 2017  | 2018  |
| ↘3203 | ↘3135 | ↘3054 | ↗3220 | ↘3018 | ↘2990 |
| 2019  | 2020  | 2021  | 2022  |       |       |
| ↘2961 | ↘2932 | ↘2877 | ↘2869 |       |       |

## Демография
| 1962 | 1968 | 1975 | 1982 | 1990 | 1999 | 2006 |
| ---- | ---- | ---- | ---- | ---- | ---- | ---- |
| 2559 | 2786 | 3155 | 3572 | 3630 | 3510 | 3374 |

## Экономика
В 2007 году среди 2179 человек в трудоспособном возрасте (15—64 лет) 1525 были активны, 654 — неактивны (показатель активности — 70,0 %, в 1999 году — 71,3 %). Из 1525 активных человек  работало 1276 (703 мужчины и 573 женщины), безработных было 249 (127 мужчин и 122 женщины). Среди 654 неактивных 232 человека были учениками или студентами, 152 — пенсионерами, 270 были неактивными по другим причинам.
В 2008 году в коммуне числилось 1370 обложенных домохозяйств, в которых проживали 2980,5 лица, медиана доходов составляла 14 304 евро на одно лицо хозяйства.

## Персоналии, родившиеся в Бар-сюн-Сен
- Иоанна I (королева Наварры).
- Братья Гонкур.
- Пол Портье.